# Johann Jakob Bachofen
Johann Jakob Bachofen (født 22. december 1815 i Basel, død 25. november 1887) var en schweizisk juridisk historiker og kendt som skaber af begreberne matriarkat og gynaikokrati. Han var professor i Basel i perioden 1841-1843.
Gennem værket Das Mutterrecht (1861) blev han en af pionererne inden for den sammenlignende retsvidenskab. I Das Mutterrecht hævder han, at der har været andre systemer før den patriarkalske orden, et matriarkat. Han hævder, at den første kultur var tankeløs, stræbende efter nydelse og hetærisk.
Bachofen, der betragtede det menneskelige samfund som evolutionært, mente, at mennesket i begyndelsen levede i klaner regeret af kvinder. Hans bevis for dette var de mange gamle myter, der viste en stærk holdning til kvinder, som er forskellige fra senere dages opfattelse af kvinders status. Han havde en relativt stærk position i marxismen på grund af Friedrich Engels' bog Familiens, Statens og Privatejendommens Oprindelse. 
Bachofens teorier blev mødt af modstand fra blandt andre Numa Denis Fustel de Coulanges, Otto Schrader og Hermann Hirt, som mente, at den indoeuropæiske kultur havde været patriarkalsk. I dag anses hans teorier for at mangle empirisk grundlag og er dermed i høj grad modbevist.
Bachofen var en af de første, der gav status til kvinder i historien, og den feministiske historieskrivning kan i nogen grad spores tilbage til ham.